# 淀川勤労者厚生協会

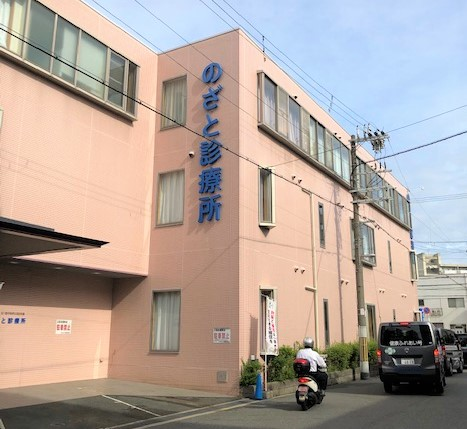
のざと診療所

公益財団法人淀川勤労者厚生協会（よどがわきんろうしゃこうせいきょうかい）は、大阪府大阪市西淀川区野里に本部を置く医療・介護事業を展開している公益財団法人である。略称は淀協。

## 概要
全日本民主医療機関連合会（民医連）に加盟しており、大阪府大阪市西淀川区、淀川区、福島区、此花区、吹田市、茨木市で38の医療・介護事業所を展開している。
西淀病院及び全医科診療所では社会福祉法に基づく無料定額診療事業を行っている。
2018年、一般財団法人から公益財団法人へ移行。2020年7月1日、医療法人此花博愛会(大阪市此花区)・医療法人共愛会（大阪府吹田市）・医療法人共和会（大阪府茨木市）と法人合同、2023年10月には福島医療生活協同組合（大阪市福島区）と法人合同した。

## 西淀病院
淀川勤労者厚生協会の拠点病院。

## 医科診療所
のざと診療所
所在地 - 大阪市西淀川区野里3-5-34
西淀病院に隣接。慢性疾患外来は西淀病院ではなく、のざと診療所にて診療している。
（慢性内科、外科、整形外科、泌尿器科、皮膚科、婦人科、小児科、産業医学科、心療内科、リハビリ科）
姫島診療所
所在地 - 大阪市西淀川区姫島2-13-20
（内科、小児科、整形外科、リハビリ科）
千北診療所
所在地 - 大阪市西淀川区大和田5-5-3
（内科、外科、整形外科、小児科）
ファミリークリニックなごみ
所在地 - 大阪市西淀川区加島4-2-17
（内科、小児科）
ファミリークリニックあい
所在地 - 大阪市淀川区西三国1-3-29
（内科、小児科)
此花診療所（旧 医療法人此花博愛会）
所在地 - 大阪市此花区春日出北1-1-25
標榜診療科(内科 小児科 アレルギー科 整形外科)
伝法高見診療所 （旧 医療法人此花博愛会）　
所在地 - 大阪市此花区高見2-5-9
標榜診療科(内科 皮膚科 放射線科 小児科 整形外科)
酉島診療所（旧 医療法人此花博愛会）  　
所在地 - 大阪市此花区酉島4-2-3
標榜診療科(内科 小児科 放射線科)
相川診療所（旧 医療法人共愛会）
所在地- 大阪府吹田市南高浜町32-19
標榜診療科(呼吸器内科 循環器内科 整形外科 放射線科 心療内科 内科)
茨木診療所（旧 医療法人共和会）
所在地 - 大阪府茨木市元町4-16
標榜診療科(内科 小児科 アレルギー科)
野田診療所（旧福島医療生活協同組合）
所在地- 大阪市福島区野田3-13-44
標榜診療科(内科 小児科)

## 介護施設
介護老人保健施設よどの里
姫島診療所に隣接している。
所在地 - 大阪市西淀川区姫島2-13-20
淀協ケアプランセンター
所在地 - 大阪市西淀川区野里3-6-8 3F
デイサービスハウス安住
所在地 - 大阪市西淀川区竹島3-2-12
デイサービスハウスくつぬぎ
所在地 - 大阪市西淀川区姫島2-13-20
淀協訪問看護ステーションえがお
(福島医療生活協同組合より事業譲渡)
所在地 - 大阪市福島区海老江7-3-16-3C
訪問看護ステーションサテライトあい
所在地 - 大阪市淀川区西三国1-3-29
ケアプランセンターあい
所在地 - 大阪市淀川区西三国1-3-29
ケアプランセンターみてじま（在宅総合センターらくらく）
所在地 - 大阪市西淀川区御幣島4-3-22
デイサービスセンターみてじま（在宅総合センターらくらく）
所在地 - 大阪市西淀川区御幣島4-3-22
看護小規模多機能型居宅介護らくらく（在宅総合センターらくらく）
所在地 - 大阪市西淀川区御幣島4-3-22
訪問看護ステーション・コスモス（在宅総合センターらくらく）
所在地 - 大阪市西淀川区御幣島4-3-22
淀協ホームヘルプステーションみてじま（在宅総合センターらくらく）
所在地 - 大阪市西淀川区御幣島4-3-22
ふれあいデイサービス此花
所在地 - 大阪市此花区春日出北１-１-25（此花診療所内）
訪問看護ステーションさくら
所在地 - 大阪市此花区春日出北１-１-25（此花診療所3階）
ヘルパーステーションさくら
所在地 - 大阪市此花区春日出北１-１-25（此花診療所3階）
此花診療所指定居宅介護支援事業所
所在地 - 大阪市此花区春日出北１-１-25
デイサービスセンターあいかわ
所在地 - 吹田市南高浜町32-19
相川通所リハビリテーション
所在地 - 吹田市南高浜町32-19（相川診療所１F）
相川デイサービスセンターあいあい
所在地- 吹田市昭和町13-16 1F
ヘルパーステーションあいかわ
所在地 - 吹田市南高浜町32-19
訪問介護ステーションあいかわ
所在地 - 吹田市南高浜町32-19（相川診療所２F）
あいかわケアプランセンター
所在地 - 吹田市南高浜町32-19
茨木診療所指定居宅介護支援事業所（在宅福祉総合センター・いばらき）
所在地 - 茨木市元町4-16
訪問看護ステーションさくら（在宅福祉総合センター・いばらき）
所在地 - 茨木市元町4-16
ホームヘルプステーションえがお・介護支援センターえがお
所在地 - 大阪市福島区吉野4-5-2

## 研究施設（産業医学）
大阪社会医学研究所
所在地 - 大阪市西淀川区野里3-6-8
※診療はのざと診療所にて行っている(産業医学科)。
大学での教育活動
- 立命館大学「現代の労働と健康」（2002年より）
- 京都橘大学「ヒューマンサービス論」（2006年より）
- 滋賀医科大学「作業環境測定実習」「社会医学フィールド実習」（2006年より）
- 同志社大学大学院「労働安全衛生研究」（2008年より）

## 西淀川・淀川健康友の会
西淀川・淀川健康友の会事務局
所在地 - 大阪市西淀川区柏里1-17-11
地域社会の健康や暮らしの安心を目的とした会員組織。
サークル活動や「健康塾」など、各種イベントを催している。機関紙『健康の友』を毎月発行。

## 関連人物
- 沓脱タケ子（医師、元参議院議員） - 姫島病院（現姫島診療所）名誉院長を務めた。